# Кунствилла (Нюрнберг)
Кунствилла Нюрнберга (нем. Kunstvilla im Kunst-Kultur-Quartier, Nürnberg) — муниципальная художественная галерея в городе Нюрнберг (Средняя Франкония), открытая в 2014 году в двухэтажном купеческом особняке, построенном в необарочном стиле по проекту архитекторов Генриха Теодора Шмидта и Георга Рихтера между 1893 и 1895 годами; целью галереи, созданной как часть городского проекта «Kunst-Kultur-Quartier», является презентация и исследование современного искусства региона. Здание является памятником архитектуры: оно было внесено в список городского наследия в 1972 году, что предотвратило его снос, запланированный на 1974 год.

## История и описание

### Здание
Необарочная «купеческая» вилла, в которой сегодня размещается Кунствилла Нюрнберга, была построена в период между 1893 и 1895 годами по проекту архитекторов Генриха Теодора Шмидта (1843—1904) и Георга Рихтера (1859—1931). Двухэтажное здание с мансардной крышей, стоит на высоком цокольном этаже; оно облицовано песчаником, имеет несколько ризалитов и балконов. С 1897 года в здании проживала семья еврейского торговца хмелем Эмиля Хопфа: его жена Елизавета Августа и их сыновья Альфред и Курт. Еще до своей смерти в 1920 году Хопф продал семейную резиденцию супругам Грюнфельд, которые использовали её в качестве штаб-квартиры «Общества электрометаллургии» (Gesellschaft für Elektrometallurgie), а затем — с 1932 года — сдавали в качестве гостевого дома (пансионата).
После прихода к власти в Германии национал-социалистов, в 1934 году, члены НСДАП экспроприировали виллу и стали использовать её помещения, в частности, как «еврейский дом»: здесь содержалась семья Ульманн, члены которой были депортированы в концентрационный лагерь — после неудачной попытки побега — и все там погибли. С 1935 года на вилле также размещались и служебные помещения дорожного и речного строительного бюро Нюрнберга (Straßen- und Flussbauamtes Nürnberg). Формальный владелец — Маргарет Грюнфельд — смога переехать в Англию и после возвращения из вынужденной эмиграции, в 1951 году, продала здание издательской компании «Verlag Nürnberger Presse Druckhaus Nürnberg GmbH & Co.» (в 1959).
Здание продолжало находиться в аренде: в частности, после ремонта и реконструкции 1962 года здесь разместился пансионат «Blumenhof»; кроме того бывшая вилла использовалась как врачебная практика и в качестве библиотеки. В 1972 году здание было внесена список памятников архитектуры города Нюрнберг, что предотвратило его снос, запланированный на 1974 год; на этом месте предполагалось построить новое здание для штаб-квартиры издательства «Verlag Nürnberger Presse».
С 1980-х годов здание больше не служило пансионатом и пустовало; после того, как в 2006 году местный издатель Бруно Шнель (1929—2018) подарил особняк городу, он был реконструирован в период с 2009 года по 2014 года; стоимость реконструкции составила 6,29 млн евро и 23 мая 2014 года здесь открылась художественная галерея «Кунствилла Нюрнберга».

### Галерея
В 1930-х годах в здании, где сегодня располагается Кунстхалле, существовал муниципальный музей регионального искусства «Франконская галереей у Мариентор» (Fränkischen Galerie am Marientor) — в нём не только выставлялась постоянная коллекция регионального искусства, но и проводились временные тематические выставки. Галерея была закрыта в 1937 году и не открылась после окончания Второй мировой войны.
Кунствилла имеет общую выставочную площадь около 600 м²; в её постоянной экспозиции представлена как работы, созданные местными авторами, начиная с 1900 года, так и современное искусство региона. Тематические и персональные временные выставки, проходящие до четырех раз в год, позволяют посетителям получить представление об искусстве XX—XXI веков. Фонд музея насчитывает около 1500 предметов — он постоянно расширяется и дополняется как за счёт частных коллекций, так и за счёт аренды от партнёрских организаций. В период с октября 2014 по март 2015 года в галерее проходила совместная выставка художников Райнера Бергманна и Райнера Цитта (род. 1944) «Utensilien aus unserer Privatsphäre» (утварь из нашей личной жизни).
Дополнительная программа, проводимая сотрудниками «виллы искусств», проходит при поддержке «Образовательного центра искусства и культуры при музеях Нюрнберга» (Kunst- und Kulturpädagogischen Zentrums der Museen in Nürnberg, KPZ); она предназначена как для взрослых, так и для детей (включает в себя семейные мероприятия); состоит не только из культурных поездок, но также и из дискуссий с художниками и «художественной практики». Например, художественная мастерская «Kunstwerkstatt im Gartengeschoss» имеет специально оборудованные комнаты-мастерские и предлагает проведения «творческих детских дней рождения». Вилла сотрудничает и со школами региона.